# 하얀 방
"하얀 방"은 2002년에 개봉한 대한민국의 스릴러 영화이다.

## 캐스팅
- 이은주 : 한수진 역
- 정준호 : 최진석 형사 역
- 계성용 : 이석 역
- 김현숙 : 오영애 역
- 명지연 : 유실 / 인미 역
- 김기현 : 보도국장 역
- 조선묵 : 보도부장 역
- 고정민 : 김 PD 역
- 김재록 : 장 PD 역
- 이종문 : 이 PD 역
- 김신광 : CG기사
- 김경익 : 상운 역
- 이화정 : 민주 역
- 한채진 : 민주 역
- 이하은 : 민주동생 역
- 이승찬 : 이 형사 역
- 주현종 : 주 형사 역
- 이칸희 : 병원원장 역
- 정기섭 : IDC 직원 역
- 이소연